# André Sebastie
André Sebastie, född i Simrishamn är en svensk manusförfattare och filmare.
Sebastie gjorde långfilmsdebut med 7X - Lika barn leka bäst som gick upp på SF Bio den 13 augusti 2010.